# Tehuetlán
Tehuetlán es una localidad de México perteneciente al municipio de Huejutla de Reyes en el estado de Hidalgo.

## Geografía
Se encuentra en la región Huasteca; a la localidad le corresponden las coordenadas geográficas 21° 3’ 11.792” de latitud norte y 98° 30’ 28.065” de longitud oeste, con una altitud de 316 m s. n. m. Se encuentra a una distancia aproximada de 13.15 kilómetros al suroeste de la cabecera municipal, Huejutla.
En cuanto a fisiografía se encuentra dentro de las provincia de la Sierra Madre Oriental, dentro de la subprovincia del Carso Huasteco; su terreno es de sierra y lomerío. En lo que respecta a la hidrografía se encuentra posicionado en la región de Pánuco, dentro de la cuenca del río Moctezuma, en la subcuenca del río Los Hules. Cuenta con un clima semicálido húmedo con lluvias todo el año.

## Demografía
En 2020 registró una población de 3072 personas, lo que corresponde al 2.42 % de la población municipal. De los cuales 1470 son hombres y 1602 son mujeres. Tiene 767 viviendas particulares habitadas.
| Gráfica de evolución demográfica de Tehuetlán entre 1900 y 2020                              |
|                                                                                              |
| Población de los censos y conteos del Instituto Nacional de Estadística y Geografía (INEGI). |